# Ecsenius dentex
Ecsenius dentex är en fiskart som beskrevs av Springer, 1988. Ecsenius dentex ingår i släktet Ecsenius och familjen Blenniidae. Inga underarter finns listade i Catalogue of Life.